# Organon & Co.
Organon & Co. är ett amerikanskt läkemedelsbolag som forskar och utvecklar läkemedel främst för kvinnans hälsa men även biosimilar.
Företaget startades 1923 av Saal van Zwanenberg. Den allra första produkt som Organon släppte på marknaden var ett insulin för behandling av diabetes. Under 1930-talet började företaget producera östrogener, vilket föranledde produktionen av flera olika preventivmedel innehållande hormoner. Det forskade fram och lanserade det antidepressiva läkemedlet Remeron (mirtazapin).
År 2007 köpte Schering-Plough upp företaget. Två år efter sammanslagningen slogs även det nya bolaget ihop med ett annat företag, nämligen läkemedelsjätten Merck Sharp & Dohme (MSD).
Det första läkemedlet som släpptes efter sammanslagningen mellan Organon och Schering-Plough var Bridion - en muskelavslappnande vätskelösning innehållande det aktiva ämnet sugammadex.
Den 2 juni 2021 meddelade MSD att Organon skulle åter bli ett eget företag och MSD flyttade över produkter rörande bland annat biosimilar och kvinnans hälsa till det.